# Князевка (Херсонская область)
Князевка (укр. Князівка) — село в Высокопольской поселковой общине Бериславского района Херсонской области Украины.

## Население
Население по переписи 2001 года составляло 391 человек.

### Языковой состав
Родной язык населения по данным переписи 2001 года:
| Язык       | Численность, чел. | Доля     |
| ---------- | ----------------- | -------- |
| Украинский | 353               | 90,28 %  |
| Русский    | 33                | 8,44 %   |
| Другое     | 5                 | 1,28 %   |
| Итого      | 391               | 100,00 % |